# كابيزا ديل فاسا
بلدية كابيزا ديل فاسا (بالإسبانية: Cabeza la Vaca)‏, هي إحدى بلديات مقاطعة بطليوس, التي تقع في منطقة إكستريمادورا, والتي تقع في غرب إسبانيا. وقد اخذوا هذا الاسم لان قائدهم  كابيزا دي فاكا كان ينظف شوارع بارتين ووقع من الجبل فبهذا السبب سمي كابيزا ديل فاسا
يبلغ عدد سكانها 1.610 نسمة وفقاً لإحصائية سنة (2002).